# Like a Corpse Standing in Desperation
Like a Corpse standing in Desperation è un cofanetto dei Sopor Aeternus & The Ensemble of Shadows, uscito in edizione limitata (tremila copie in tutto il mondo). Si tratta di una raccolta di rarità facenti parte della produzione precedente del gruppo. Nella confezione è presente un certificato di autenticità numerato e autografato a mano.

## Disco 1:Original DEMO Recordings
1. "Omen Sinistrum"  – 2:15
2. "Dead Souls"  – 6:41
3. "Stake of my Soul"  – 1:14
4. "Beautiful Thorn"  – 5:09
5. "Baptisma"  – 5:01
6. "The Feast of Blood"  – 4:07
7. "Sopor fratrem Mortis Est"  – 4:55
8. "Reprise (original demo)"  – 0:16
9. "White Body"  – 3:13
10. "Diô N'árap"  – 3:10
11. "Tabor C'alan O'itana"  – 7:10
12. "Deep the eternal Forest"  – 1:46
13. "Watch your Step"  – 3:37
14. "Introduction - The Termite People"  – 6:45
15. "Anima I"  – 0:50
16. "Shadowsphere II"  – 2:31
17. "Saltatio Crudelitatis"  – 5:37
18. "Freitod-Phantasien"  – 3:33
19. "Anima II"  – 3:05
20. "Tanz der Grausamkeit"  – 5:27
21. "As Fire kissed the Echo Twins"  – 1:49

## Disco 2:"Voyager" - The Jugglers of Jusa
1. "The inexperienced Spiral Traveller *a fragment* II"  – 5:07
2. "Ein freundliches Wort... (...hat meine Seele berührt.) (defined and fragile)"  – 5:10
3. "Memalon II"  – 7:25
4. "The Innocence of Devils: "Alone" (E. A. Poe)"  – 6:27
5. "Modela est"  – 4:35
6. "Birth (instr.)"  – 2:49
7. "Feralia Genitalia (Arrival of the Jugglers)"  – 6:30
8. "Menuetto"  – 1:26
9. "Saturn-Impressionen (Jusa, Jusa)"  – 2:48
10. "May I kiss your Wound? (Saturn:Orion)"  – 6:05
11. "Alone II"  – 6:55
12. "The inexperienced Spiral Traveller *a fragment* II (instr.)"  – 5:07
13. "The Widow's Dream - fragment (previously unreleased demo, 1999)"  – 1:48
14. "The Goat"  – 4:11
15. "The Bells have stopped ringing– 5:05

## Disco 3:"Flowers in Formaldehyde"
1. "In an Hour darkly"  – 4:58
2. "The Conqueror Worm (by Edgar Allan Poe)"  – 3:28
3. "Minnesang"  – 3:36
4. "Von der Einfalt"  – 1:40
5. "Hearse-shaped Basins of darkest Matter (instrumental)"  – 3:39
6. "Leeches & Deception (instrumental)"  – 6:59
7. "Extract from: The Voices of the Dead"  – 0:58
8. "Do you know my Name? / What has happened while we slept?"  – 5:06
9. ""La Chambre D'Echo" album trailer (enhanced track)"  – 0:42

## Cassetta:Es reiten die Toten so schnell...
1. "Omen Sinistum"  – 2:15
2. "Dead Souls"  – 6:41
3. "Stake of my Soul"  – 1:14
4. "Beautiful Thorn"  – 5:09
5. "Baptisma"  – 5:01
6. "The Feast of Blood"  – 4:07
7. "Sopor fratrem Mortis Est"  – 4:55
8. "Reprise"  – 0:16

## DVD:SOPOR
1. "The Goat"  – 4:11
2. "And Bringer of Sadness"  – 6:45
3. "Deep the eternal Forest - 1"  – 1:46
4. "Deep the eternal Forest - 2"  – 1:46
5. "The Dog Burial"  – 1:15
6. "The Bells have stopped ringing"  – 5:05